# Rusudan Goletiani
Rusudan Goletiani (en georgià: რუსუდან გოლეთიანი; nascuda el 8 de setembre de 1980) és una jugadora d'escacs georgiana-estatunidenca amb els títols de la FIDE de Mestre Internacional i Gran Mestra Femenina. Va ser dues vegades campiona del món femenina en la seva categoria d'edat, campiona continental femenina nord-americana de 2003 i campiona femenina dels EUA el 2005.

## Resultats destacats en competició
Goletiani va guanyar el campionat juvenil soviètic per a noies menors de 12 anys el 1990, quan tenia nou anys. El 1990, va ser la representant soviètica al torneig mundial d'escacs juvenil per la pau a Fond du Lac, Wisconsin, EUA. El 1994, va guanyar el campionat del món per a noies menors de 14 anys a Hongria. El 1995, va guanyar el campionat del món per a noies menors de 16 anys a Guarapuava, el Brasil. El 1997, va guanyar el campionat del món per a noies menors de 18 anys a Erevan, Armènia.
Goletiani es va classificar per al Campionat Mundial d'escacs femení, previst per començar el 25 de novembre de 2000 a Nova Delhi, Índia, empatant al primer lloc amb la GMF Nino Khurtsidze en un torneig zonal a Geòrgia el maig de 2000. No obstant això, va haver-hi molts moments en què no va poder competir en esdeveniments d'escacs a causa de la guerra civil de Geòrgia a principis dels anys 90 i la guerra de 1992-1993 a Abkhàzia, on va néixer.
Goletiani es va traslladar als Estats Units el maig de 2000. El 2003, va guanyar el Campionat Continental Femení Americà. Goletiani va guanyar el Campionat Femení dels Estats Units de 2005 després de derrotar Tatev Abrahamyan per 2-0 en un playoff. A l'Olimpíada d'escacs femenina de 2008, celebrada a Dresden, va guanyar la medalla de bronze amb l'equip nord-americà i la plata individual al tercer tauler.
Goletiani va puntuar 6/11 al campionat femení dels EUA el maig de 2015. Juga en tornejos amb poca freqüència, el seu darrer esdeveniment va ser un 3½/11 al Campionat femení dels EUA l'abril de 2018.